# Station Boucau
Station Boucau is een spoorweghalte in de Franse gemeente Boucau.